# Casey Stoner
Casey Stoner ( Southport, Queensland, 1985. október 16. –) ausztrál motorversenyző. A MotoGP királykategóriájának 2007-es és 2011-es világbajnoka.

## Karrierje

### Kezdetek
Stoner négyévesen kezdett motorozni, ám egy ideig nem pályaversenyző, hanem motokrosszos volt. Öt év alatt negyvenegy versenyt és 70 különféle bajnoki címet nyert meg.
Tizennégy éves korában családjával Angliába költözött, itt kezdett el pályaversenyeken indulni. 2000-től 2002-ig a brit és a spanyol bajnokságokban indult, előbbit 2000-ben rögtön meg is nyerte. 2002-ben egy versenyen már elindult a MotoGP-ben, a nyolcadliteresek között. Egy évvel később már az eggyel nagyobb kategóriában kapott teljes évre szóló szerződést Lucio Cecchinello csapatánál.

### MotoGP – nyolcadliteresek
2003-ban Stoner visszalépett a 125 köbcentisek közé. Ötödik versenyén rögtön a pole-ból indulhatott, majd több dobogós helyezés után a szezonzárón megszerezte első győzelmét is. A következő szezonban tovább javult a teljesítménye, mert igaz ekkor is csak egyszer nyert, többször állhatott dobogóra. Így a 2003-as összetett nyolcadik helyezést egy évvel később egy ötödikkel sikerült felülmúlnia.

### 250 köbcentiméter
Ebben a géposztályban csak egy évet versenyzett, 2005-ben. Az idény során már ötször is a dobogó legfelső fokára állhatott, év végén pedig karrierje során először összetettben is dobogós lett, a második hely lett az övé.

### Királykategória

#### 2006

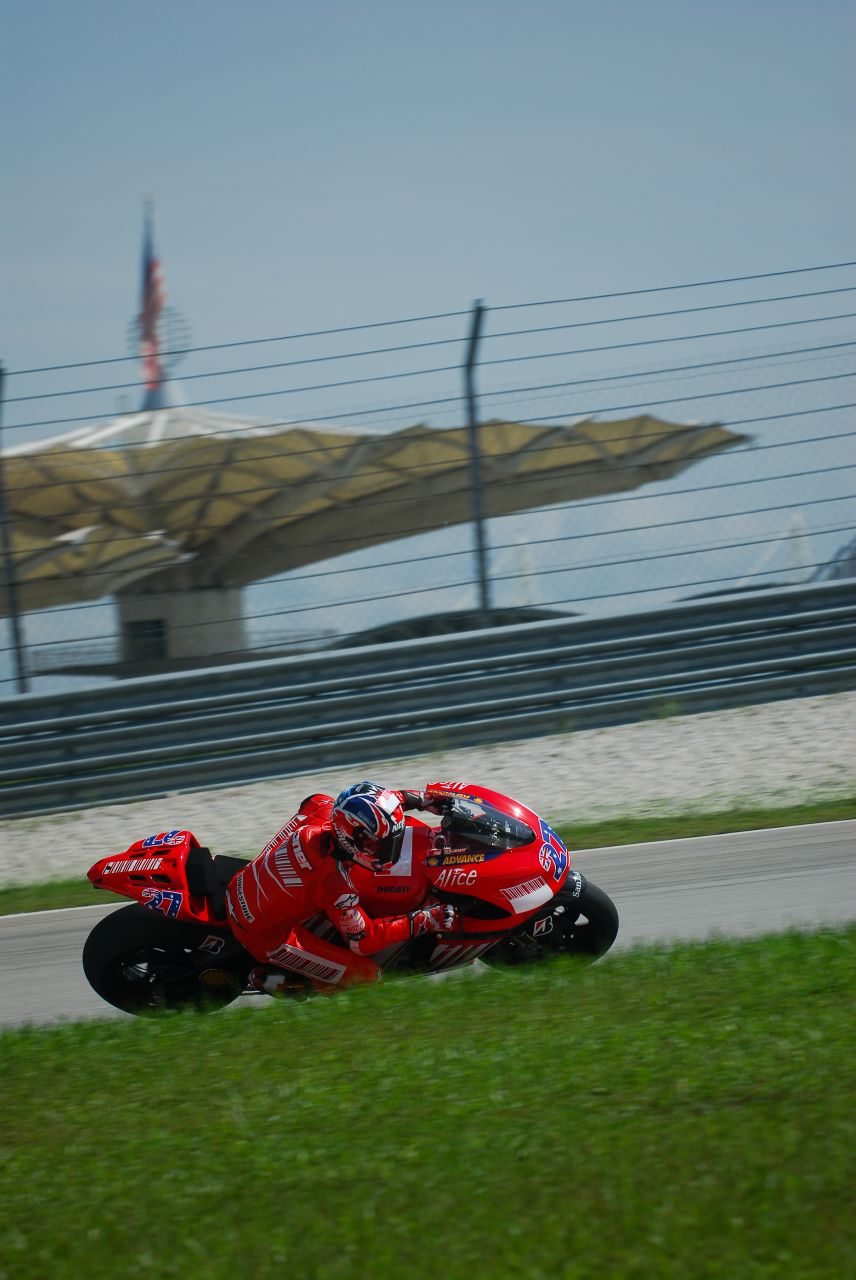
Egy szezon előtti teszt során Sepangban, 2007 januárjában

Bár előrehaladott tárgyalásokat folytatott a Yamahával, végül mégis az LCR Honda pilótája lett, vagyis csapatot nem, csak kategóriát váltott. Második versenyén már rögtön az első rajtkockából indulhatott. Mivel sokszor elesett, így első királykategóriás idényét nyolcadikként zárta. Legjobb eredménye a török nagydíjon elért második hely volt. Itt az utolsó kanyarig vezetett, ekkor azonban Marco Melandri megelőzte őt.

#### 2007
Második évében már gyári csapatnál, a Ducatinál versenyezhetett Loris Capirossi mellett. Hat pole-pozíció mellett tízszer is győzni tudott, legrosszabb eredménye egy hatodik hely volt. Végül öt győzelemnyi, vagyis 125 pontos előnnyel végzett a második Dani Pedrosa előtt.

#### 2008
2008-at győzelemmel kezdte, majd a következő öt versenyből csak kétszer állt dobogóra, ebből egyszer pont nélkül zárt. A katalán nagydíjtól kezdve zsinórban hétszer is elsőként rajtolhatott, azonban ezt nem mindig sikerült kihasználnia. Valentino Rossi Laguna Secában egy emlékezetes csatában előzte meg őt. Brnói és misanói kiesése azt jelentette, hogy nem tudja megvédeni címét. 280 szerzett pontja a legtöbb azok közül, amellyel nem lehetett világbajnoki címet szerezni.

#### 2009

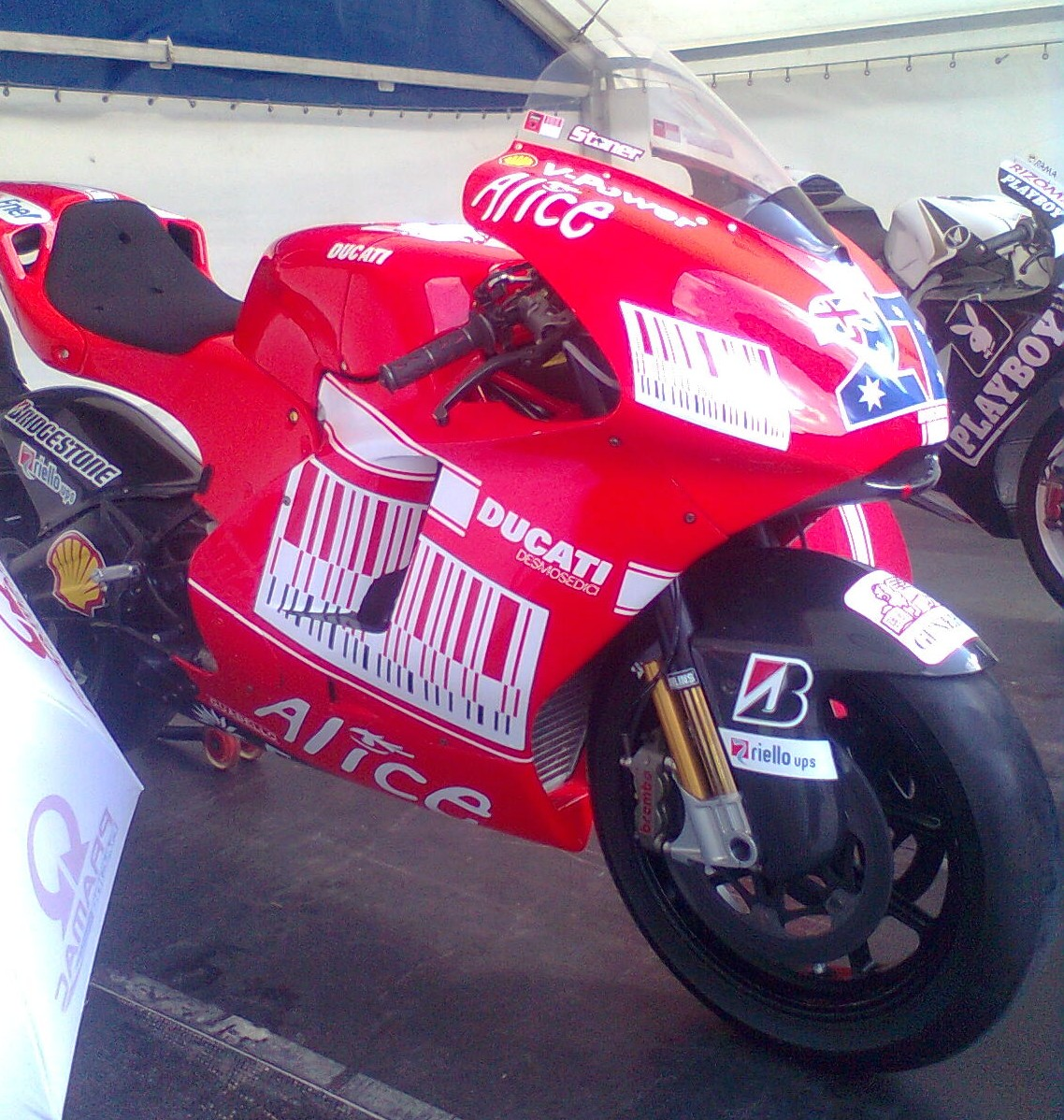
Stoner motorja Brnóban

2009-re új csapattársat kapott Nicky Hayden személyében. A szezon elején az erős kezdés miatt szorosan ott tudott lenni a két Yamahás, Rossi és Jorge Lorenzo közelében a pontversenyben. Az amerikai nagydíj után az élen álló Rossihoz képest csak 16, Lorenzóhoz képest pedig csak hétpontos hátrányban volt.
A szezon második felében visszaesett a teljesítménye. Bár eleinte még negyedik tudott lenni, azt lehetett rajta észrevenni, hogy a versenyek végére valamilyen rejtélyes oknál fogva elfárad. Később anémiát diagnosztizáltak nála, valamint a gyomrában is gyulladás volt. A felépülés három versenyt vett igénybe. Erre az időszakra Mika Kallio helyettesítette, a finn helyén pedig Niccolò Canepa versenyzett.
Az utolsó négy versenyre térhetett vissza, ezeken rendkívül jól szerepelt, ugyanis előbb második lett, majd két versenyt is megnyert. A szezonzáró valenciai futamon is az egész hétvégén dominált, mígnem a verseny felvezető körében a hideg gumikat túlságosan agresszívan próbálta felmelegíteni. Ennek következtében elesett, a futamon pedig nem tudott elindulni.

#### 2010
A 2010-es szezont bár jól kezdte (Katarban elsőként rajtolhatott), az első öt futamon egyáltalán nem sikerült dobogóra állnia. Katarban saját hiba miatt kiesett, majd a francia futamot is feladni kényszerült. Első dobogós helyezését Assenben szerezte.
A szezonban végül 3 futamon győzött (Motorland Aragón, Motegi, Philip Island). Ezzel a bajnokságot a 4. helyen zárta.
A szezon során jelentették be, hogy Stoner 2011-től a Repsol Honda versenyzője lesz. A Ducatinál Rossi fogja helyettesíteni.

#### 2011
2011-re átszerződött a Repsol Hondához harmadik versenyzőjeként. Az első futmon, Katarban már győzni tudott. A 2. futamon 20 körrel a vége előtt ütközött Valentino Rossival és nem szerzett pontot. A majdnem 1 hónapos kihagyás után, Portugáliában nem tudta tartani a lépést csapattársávan, Dani Pedrosa-val és csak 3.lett. A legendás Le Mans-i pályán ismét győzni tudott és kulccsonttörés miatt kiállt pár futamra (állítólag) legnagyobb riválisa a spanyol csapattársa. Barcelonában és Silverstone-ban is fölényes győzelmet tudott aratni és átvette a vezetést a pontversenyben a Yamahás Jorge Lorenzo-tól.

#### 2012
A 2012-es szezont is a Repsol Hondánál kezdte meg. Katarban a 3. helyen végzett, a soron következő spanyol és portugál nagydíjakat megnyerte. 2012. május 17-én bejelentette, hogy az évadzáró Valenciai nagydíjon visszavonul a MotoGP versenyeitől.

### Visszatérés a motorversenyzéshez
2015 március 27-én bejelentették, hogy júniusban a Honda gyári motorján Stoner lesz az egyik versenyző a szuzukai nyolcórás motorversenyen, Michael van der Mark és Takahasi Takumi mellett.
A 2015-ös világbajnokság elején, amikor korábbi csapattársa, Dani Pedrosa megsérült, lehetséges helyettesként felmerült Stoner neve is. Végül a HRC alelnöke, Nakamoto Suhej és a menedzser Livio Suppo nem Stoner mellett döntöttek, mondván, nem ismeri az amerikai és az argentin pályát, és olyan versenyzőt szeretnének, aki a lehető legversenyképesebb tud lenni a két versenyen, amelyen Pedrosa nem lehet ott. A Repsol Honda motorján végül a tesztpilóta Aojama Hirosi helyettesítette Pedrosát.

## Magánélet
Nős, felesége Adriana Tuchyna. A pár a 2003-as ausztrál nagydíjon találkozott először, amikor a lány autogramot kért tőle. A kapcsolat 2005-ben kezdődött, amikor a lány még csak 16 éves volt. Az esküvőre 2007 január 6-án, Adelaide-ben került sor.

## Statisztika
| Év       | Kat.    | Motor         | Futam | Győz | Dobogó | Pole | LKör | Pont | Helyezés |
| -------- | ------- | ------------- | ----- | ---- | ------ | ---- | ---- | ---- | -------- |
| 2001     | 125 cm³ | Honda RS125R  | 2     | 0    | 0      | 0    | 0    | 4    | 29.      |
| 2002     | 250 cm³ | Aprilia RS250 | 15    | 0    | 0      | 0    | 0    | 68   | 12.      |
| 2003     | 125 cm³ | Aprilia RS125 | 14    | 1    | 4      | 1    | 2    | 125  | 8.       |
| 2004     | 125 cm³ | KTM 125 FPR   | 14    | 1    | 6      | 1    | 1    | 145  | 5.       |
| 2005     | 250 cm³ | Aprilia RS250 | 16    | 5    | 10     | 2    | 1    | 254  | 2.       |
| 2006     | MotoGP  | Honda RC211V  | 16    | 0    | 1      | 1    | 0    | 119  | 8.       |
| 2007     | MotoGP  | Ducati GP7    | 18    | 10   | 14     | 5    | 6    | 367  | 1.       |
| 2008     | MotoGP  | Ducati GP8    | 18    | 6    | 11     | 9    | 9    | 280  | 2.       |
| 2009     | MotoGP  | Ducati GP9    | 13    | 4    | 8      | 3    | 2    | 220  | 4.       |
| 2010     | MotoGP  | Ducati GP10   | 10    | 0    | 5      | 1    | 2    | 119  | 4.       |
| 2011     | MotoGP  | Honda RC212V  | 17    | 10   | 16     | 12   | 7    | 350  | 1.       |
| 2012     | MotoGP  | Honda RC213V  | 15    | 5    | 10     | 5    | 2    | 254  | 3.       |
| Összesen |         |               | 176   | 45   | 89     | 43   | 33   | 2411 |          |

## Teljes MotoGP-eredménylistája
(Táblázat értelmezése)

(Félkövér: pole-pozícióból indult; dőlt: leggyorsabb kört futott) 

| Év   | Géposztály | Motor   | 1       | 2       | 3       | 4       | 5      | 6       | 7       | 8       | 9       | 10      | 11      | 12      | 13      | 14      | 15      | 16      | 17      | 18    | Poz. | Pont |
| ---- | ---------- | ------- | ------- | ------- | ------- | ------- | ------ | ------- | ------- | ------- | ------- | ------- | ------- | ------- | ------- | ------- | ------- | ------- | ------- | ----- | ---- | ---- |
| 2001 | 125 cm³    | Honda   | JPN     | RSA     | SPA     | FRA     | ITA    | CAT     | NED     | GBR 17  | GER     | CZE     | POR     | VAL     | PAC     | AUS 12  | MAL     | BRA     |         |       | 29.  | 4    |
| 2002 | 250 cm³    | Aprilia | JPN Ret | RSA Ret | SPA 6   | FRA Ret | ITA    | CAT 6   | NED 8   | GBR 11  | GER Ret | CZE 5   | POR Ret | BRA 6   | PAC 17  | MAL 11  | AUS 10  | VAL 13  |         |       | 12.  | 68   |
| 2003 | 125 cm³    | Aprilia | JPN Ret | RSA 10  | SPA 6   | FRA 4   | ITA 18 | CAT Ret | NED Ret | GBR 5   | GER 2   | CZE     | POR     | BRA 2   | PAC 2   | MAL Ret | AUS Ret | VAL 1   |         |       | 8.   | 125  |
| 2004 | 125 cm³    | KTM     | RSA 3   | SPA 5   | FRA 8   | ITA 2   | CAT 4  | NED 3   | BRA 2   | GER     | GBR     | CZE Ret | POR Ret | JPN Ret | QAT Ret | MAL 1   | AUS 3   | VAL Ret |         |       | 5.   | 145  |
| 2005 | 250 cm³    | Aprilia | SPA Ret | POR 1   | CHN 1   | FRA 4   | ITA 4  | CAT 2   | NED 6   | GBR 3   | GER 7   | CZE 3   | JPN 3   | MAL 1   | QAT 1   | AUS Ret | TUR 1   | VAL 3   |         |       | 2.   | 254  |
| 2006 | MotoGP     | Honda   | SPA 6   | QAT 5   | TUR 2   | CHN 5   | FRA 4  | ITA Ret | CAT Ret | NED 4   | GBR 4   | GER DNS | USA Ret | CZE 6   | MAL 8   | AUS 6   | JPN Ret | POR Ret | VAL Ret |       | 8.   | 119  |
| 2007 | MotoGP     | Ducati  | QAT 1   | SPA 5   | TUR 1   | CHN 1   | FRA 3  | ITA 4   | CAT 1   | GBR 1   | NED 2   | GER 5   | USA 1   | CZE 1   | SMR 1   | POR 3   | JPN 6   | AUS 1   | MAL 1   | VAL 2 | 1.   | 367  |
| 2008 | MotoGP     | Ducati  | QAT 1   | SPA 11  | POR 6   | CHN 3   | FRA 16 | ITA 2   | CAT 3   | GBR 1   | NED 1   | GER 1   | USA 2   | CZE Ret | SMR Ret | IND 4   | JPN 2   | AUS 1   | MAL 6   | VAL 1 | 2.   | 280  |
| 2009 | MotoGP     | Ducati  | QAT 1   | JPN 4   | SPA 3   | FRA 5   | ITA 1  | CAT 3   | NED 3   | USA 4   | GER 4   | GBR 14  | CZE     | IND     | SMR     | POR 2   | AUS 1   | MAL 1   | VAL DNS |       | 4.   | 220  |
| 2010 | MotoGP     | Ducati  | QAT Ret | SPA 5   | FRA Ret | ITA 4   | GBR 5  | NED 3   | CAT 3   | GER 3   | USA 2   | CZE 3   | IND Ret | SMR 5   | ARA 1   | JPN 1   | MAL Ret | AUS 1   | POR Ret | VAL 2 | 4.   | 225  |
| 2011 | MotoGP     | Honda   | QAT 1   | SPA Ret | POR 3   | FRA 1   | CAT 1  | GBR 1   | NED 2   | ITA 3   | GER 3   | USA 1   | CZE 1   | IND 1   | RSM 3   | ARA 1   | JPN 3   | AUS 1   | MAL C   | VAL 1 | 1.   | 350  |
| 2012 | MotoGP     | Honda   | QAT 3   | SPA 1   | POR 1   | FRA 3   | CAT 4  | GBR 2   | NED 1   | GER Ret | ITA 8   | USA 1   | IND 4   | CZE     | RSM     | ARA     | JPN 5   | MAL 3   | AUS 1   | VAL 3 | 3.   | 254  |